# Språtagrundet
Språtagrundet är en ö i Finland. Den ligger i Bottenviken och i kommunen Jakobstad i den ekonomiska regionen  Jakobstadsregionen i landskapet Österbotten, i den västra delen av landet. Ön ligger omkring 79 kilometer nordöst om Vasa och omkring 410 kilometer norr om Helsingfors.
Öns area är 0,9 hektar och dess största längd är 350 meter i sydöst-nordvästlig riktning.